# Arthur Robert Hogg
Arthur Robert Hogg (* 25. November 1903 in Melbourne; † 31. März 1966) war ein australischer Astronom.

## Leben
Arthur Robert Hogg wurde am 25. November 1903 in Melbourne geboren. (Einige Quellen wie geben Creswick als Geburtsort an, doch weist Gascoigne in auf einen früheren Fehler hin und nennt Melbourne als den richtigen Geburtsort.) Nach dem Besuch des Royal Melbourne Technical College studierte er an der Universität Melbourne, wo er 1923 in Chemie abschloss und 1925 seinen Master-Abschluss erlangte. Als Chemiker arbeitete er zunächst in Broken Hill in metallurgischer Forschung, bevor er 1926 als Assistent an das Commonwealth Solar Observatory, das spätere Mount-Stromlo-Observatorium, ging. Hier forschte er über elektrische Phänomene der Atmosphäre, über atmosphärische Leitfähigkeiten und über Konzentrationen und Beweglichkeiten von Ionen sowie über kosmische Strahlung. Während des Zweiten Weltkriegs war er am Munitions Supply Laboratory und am Chemical Defence Board in militärischer Forschung eingesetzt. Dort untersuchte er die Wirksamkeit von Atemschutzgeräten.
Nach dem Krieg kehrte Hogg an das Observatorium zurück, wo sich die Forschungsschwerpunkte von der Sonnen- und Geophysik hin zur Beobachtung des südlichen Sternhimmels verschoben hatten. Mittels  photometrischer Methoden erforschte er Bedeckungsveränderliche und galaktische Sternhaufen. Zu den intensiv untersuchten Objekten gehörten V Puppis, Zeta Phoenicis, NGC 6025, TT Herculis, IC 4665, IC 2391, Proxima Centauri und NGC 3228. Zudem war er in die Suche nach einem geeigneten Standort für ein weiteres Observatorium eingebunden, was schließlich zur Gründung des Siding-Spring-Observatoriums in der Nähe von Coonabarabran führte. Von 1961 bis zu seinem Tode war er stellvertretender Direktor des Mount-Stromlo-Observatoriums.
Seit 1933 war Arthur Hogg mit Irene Doris Yandell verheiratet, aus der Ehe gingen eine Tochter und zwei Söhne hervor. 1965 erlitt er einen Herzanfall, von dem er sich zunächst wieder erholte. Am 31. März 1966 starb Hogg im Alter von 62 Jahren. (Einige Quellen wie geben Canberra als Sterbeort an, doch nennen die meisten anderen Quellen keinen bekannten Sterbeort, darunter Gascoigne in . Daher ist hier auch kein Sterbeort angegeben.)

## Ehrungen
- Von 1947 bis 1966 war Hogg Obmann des National Committee of Astronomy, über das Australien in der IAU organisiert ist.[6]
- Hogg wurde 1954 zum Mitglied der Australian Academy of Science gewählt.[6][7]
- Von 1961 bis 1964 war er Mitglied der IAU-Kommission 37 „Sternhaufen und Assoziationen“[8]
- Von 1964 bis 1967 war Hogg Präsident der IAU-Kommission 6 „Astronomical Telegrams“ (ein astronomischer Informationsdienst).[9]
- Im Jahre 1970 benannte die Internationale Astronomische Union den Mondkrater Hogg offiziell nach Arthur Robert Hogg und dem kanadischen Astronomen Frank Scott Hogg.[10]